# Smoothstep
SmoothstepはさまざまなコンピュータグラフィックスAPIやゲームエンジンで使用される特定の補間手法である。これは、入力された重みに基づいて、2つの値を補間する関数である。
MSDNとOpenGLの両方で、Hermite補間を使用して実装するように要求されている。
次のような実装例がAMDにより提供されている。
```
float
 
smoothstep
 
(
float
 
edge0
,
 
float
 
edge1
,
 
float
 
x
)

{

    
// Scale, bias and saturate x to 0..1 range

    
x
 
=
 
saturate
((
x
 
-
 
edge0
)
 
/
 
(
edge1
 
-
 
edge0
));
 

    
// Evaluate polynomial

    
return
 
x
*
x
*
(
3-2
*
x
);

}

```

## 参照
1. ↑  Microsoft Developer NetworkでのSmoothstep
2. ↑  GLSL 言語仕様書, バージョン 1.40
3. ↑  Unity game engine SmoothStep documentation
4. ↑  ATI R3x0 Pixel Shaders